# Frans Jacob Otto Boymans
Frans Jacob Otto Boymans (Maastricht, 1767 – Utrecht, 19 giugno 1847) è stato un collezionista d'arte olandese.
Grandissimo raccoglitore di dipinti, ceramiche e monete, donò il suo patrimonio alla città di Rotterdam. Nel 1849 fu fondato il celebre Museum Boijmans Van Beuningen in suo onore.